# Ламін Діатта
Ламін Діатта (фр. Lamine Diatta, нар. 2 липня 1975, Дакар, Сенегал) — сенегальський футболіст, що грав на позиції захисника.
Виступав за національну збірну Сенегалу. Дворазовий чемпіон Франції. Дворазовий володар Суперкубка Франції.

## Клубна кар'єра
У дорослому футболі дебютував 1998 року виступами за команду клубу «Тулуза», в якій провів один сезон, взявши участь у 25 матчах чемпіонату.
1999 року перебував у стані команди клубу «Марсель», однак у чемпіонаті не зіграв жодного матчу.
Своєю грою за останню команду привернув увагу представників тренерського штабу клубу «Ренн», до складу якого приєднався 1999 року. Відіграв за команду з Ренна наступні п'ять сезонів своєї ігрової кар'єри. Більшість часу, проведеного у складі «Ренна», був основним гравцем захисту команди.
2004 року уклав контракт з клубом «Ліон», у складі якого провів наступні два роки своєї кар'єри гравця.
Згодом з 2006 по 2011 рік грав у складі команд клубів «Сент-Етьєн», «Бешікташ», «Ньюкасл Юнайтед», «Гамільтон Академікал», «Аль-Аглі» та «Етюаль дю Сахель».
Завершив професійну ігрову кар'єру у клубі «Донкастер Роверз», за команду якого виступав протягом 2011—2012 років.

## Виступи за збірну
2000 року дебютував в офіційних матчах у складі національної збірної Сенегалу. Протягом кар'єри у національній команді, яка тривала дев'ять років, провів у формі головної команди країни 71 матч, забивши чотири голи.
У складі збірної був учасником чемпіонату світу 2002 року в Японії та Південній Кореї, Кубка африканських націй 2002 року в Малі, де разом з командою здобув «срібло», Кубка африканських націй 2004 року в Тунісі, Кубка африканських націй 2006 року в Єгипті, Кубка африканських націй 2008 року в Гані.

## Досягнення
- Чемпіон Франції:

«Ліон»: 2004–2005, 2005–2006
- Володар Суперкубка Франції:

«Ліон»: 2004, 2005
- Срібний призер Кубка африканських націй: 2002